# The Minutemen
A The Minutemen amerikai punk/rock együttes volt. 1980-ban alakultak San Pedróban. Első nagylemezüket 1981-ben jelentették meg. Többségében demókat, középlemezeket és válogatáslemezeket adtak ki, mint a legtöbb punkegyüttes. 1985-ben feloszlottak, mert az énekes, D. Boon elhunyt. 2005-ben dokumentumfilm készült a zenekarról. A kultikus MTV-s sorozat, a Jackass főcímdalát is a Minutemen szerezte. Nevüket az amerikai polgárháború idején harcoló katonai rendőrségről (milíciáról) kapták. Lemezeiket az SST Records, New Alliance Records, Enigma Records kiadók jelentették meg. Rövid pályafutásuk ellenére kultikus státuszt értek el a punk rajongók körében. Hardcore punk/post-punk együttesként kezdték, de az évek alatt áttértek az alternatív rock és funk rock műfajokra is. A "Double Nickels on the Dime" album és az utolsó nagylemezük már rockosabb hangzással készült. A Double Nickels on the Dime bekerült az 1001 lemez, amelyet hallanod kell, mielőtt meghalsz című könyvbe.

## Tagok
- D. Boon – ének (1980-1985)
- George Hurley – dobfelszerelés (1980-1985)
- Mike Watt – basszusgitár, ének, dalszerzés (1980-1985)
- Frank Tonche – dobok

## Diszkográfia

### Stúdióalbumok
- The Punch Line (1981)
- What Makes a Man Start Fires? (1983)
- Double Nickels on the Dime (1984)
- 3-Way Tie (For Last) (1985)